# Heinz Siegenthaler

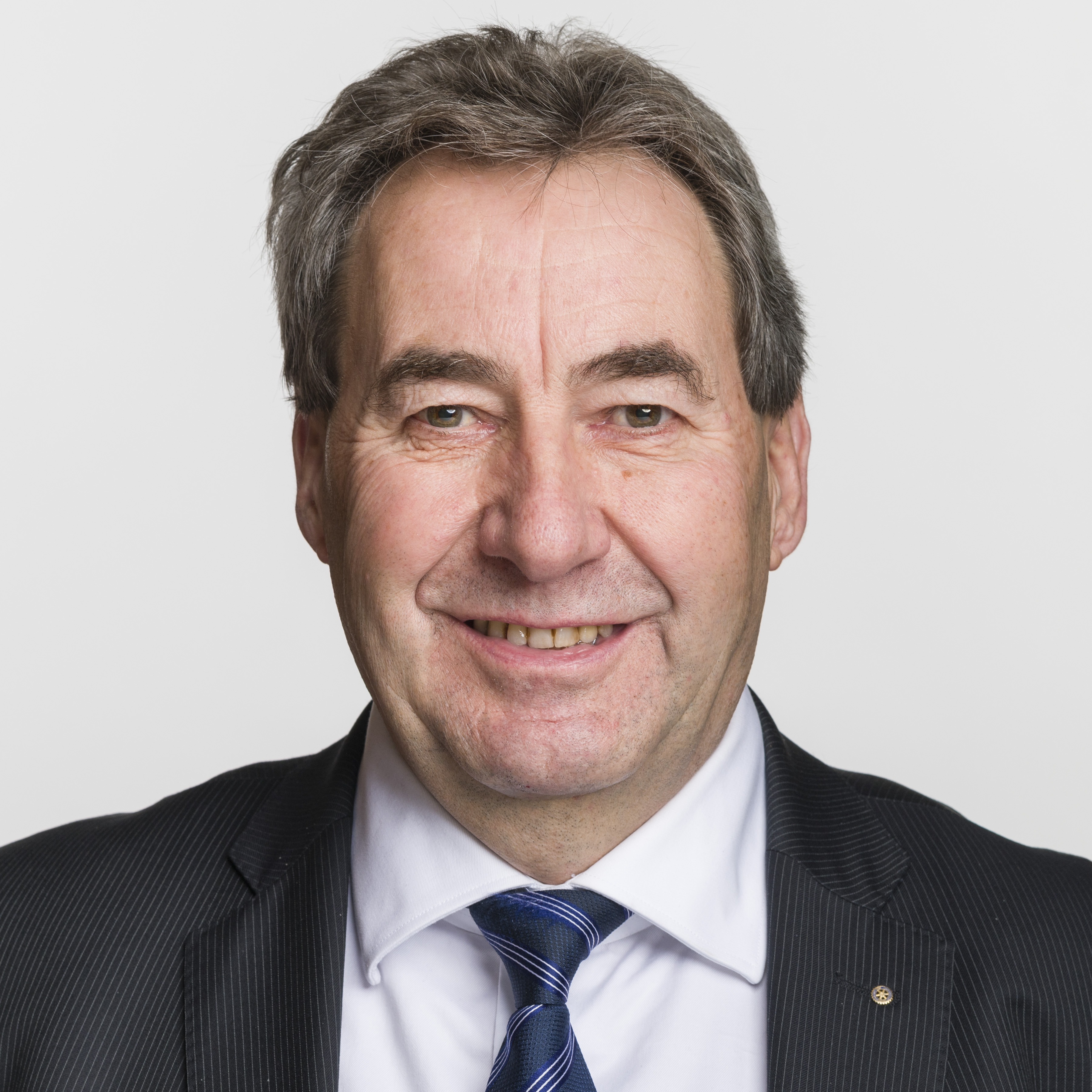
Heinz Siegenthaler (2019)

Heinz Siegenthaler (* 11. Oktober 1955 in Biel) ist ein Schweizer Politiker (Die Mitte, vormals BDP).

## Leben
Siegenthaler absolvierte eine Ausbildung zum Landwirt, die er mit dem Meisterdiplom abschloss. Er führt einen eigenen Ackerbaubetrieb. Seine militärische Ausbildung erhielt er als Panzeroffizier.
Er begann seine politische Karriere 1996 mit der Wahl für die Schweizerische Volkspartei (SVP) in den Gemeinderat (Exekutive) seines Wohnortes Rüti bei Büren, dem er bis 2000 angehörte. 1998 wurde er in den Grossen Rat des Kantons Bern gewählt. 2002, 2006, 2010 und 2014 wurde er wiedergewählt. Von 2005 bis 2008 präsidierte Siegenthaler die SVP-Fraktion im Grossen Rat. Er war 2008 an der Gründung der Bürgerlich-Demokratischen Partei (BDP) beteiligt und verliess die SVP. Seit Februar 2012 präsidiert er die BDP Kanton Bern.
Im November 2014 trat Siegenthaler aus dem Grossen Rat zurück und ersetzte als Nachrücker die aus dem Nationalrat zurückgetretene Ursula Haller. Bei den Gesamterneuerungswahlen 2015 wurde er nicht wiedergewählt, weil die BDP Sitze verlor. In der Herbstsession 2017 konnte er nach dem Rücktritt von Urs Gasche erneut in den Nationalrat nachrücken. Bei den Wahlen 2019 rutschte er für Beatrice Simon nach, die auf ihren Sitz im Nationalrat verzichtete. 
Bei den Wahlen 2023 wurde er nicht wiedergewählt.